# سسک زرد آفریقایی
سسک زرد آفریقایی (نام علمی: Iduna natalensis)، همچنین به نام‌های سسک زرد ناتال، سسک زرد کلاه‌تیره یا سسک‌مگس‌گیر زرد شناخته می‌شود، گونه‌ای از سسک‌های خانوادهٔ سسکان نیزار است. در گذشته، اینها در پیراتبار " سسکان جهان قدیم " قرار می‌گرفتند.
سسک زرد آفریقایی پرنده‌ای با پوشش گیاهی درجه یک است و در نیزارها، پوشش گیاهی بیش از حد در کنار آب و لبه‌های جنگل، به ویژه در جاهایی که با پوشش گیاهی مرطوب ادغام شده‌اند، دیده می‌شود.